# La Comella (el Castellet)
La Comella és una coma del terme municipal de Tremp, del Pallars Jussà, dins de l'antic terme ribagorçà d'Espluga de Serra.
Està situada al sud-oest de l'antic poble del Castellet, al vessant nord de la Roca Mosquera, a l'esquerra del barranc de Sant Feliu i a la dreta del de l'Espingolar. Té la Borda de Sant Feliu just al seu sud-est.